# Davide Saitta

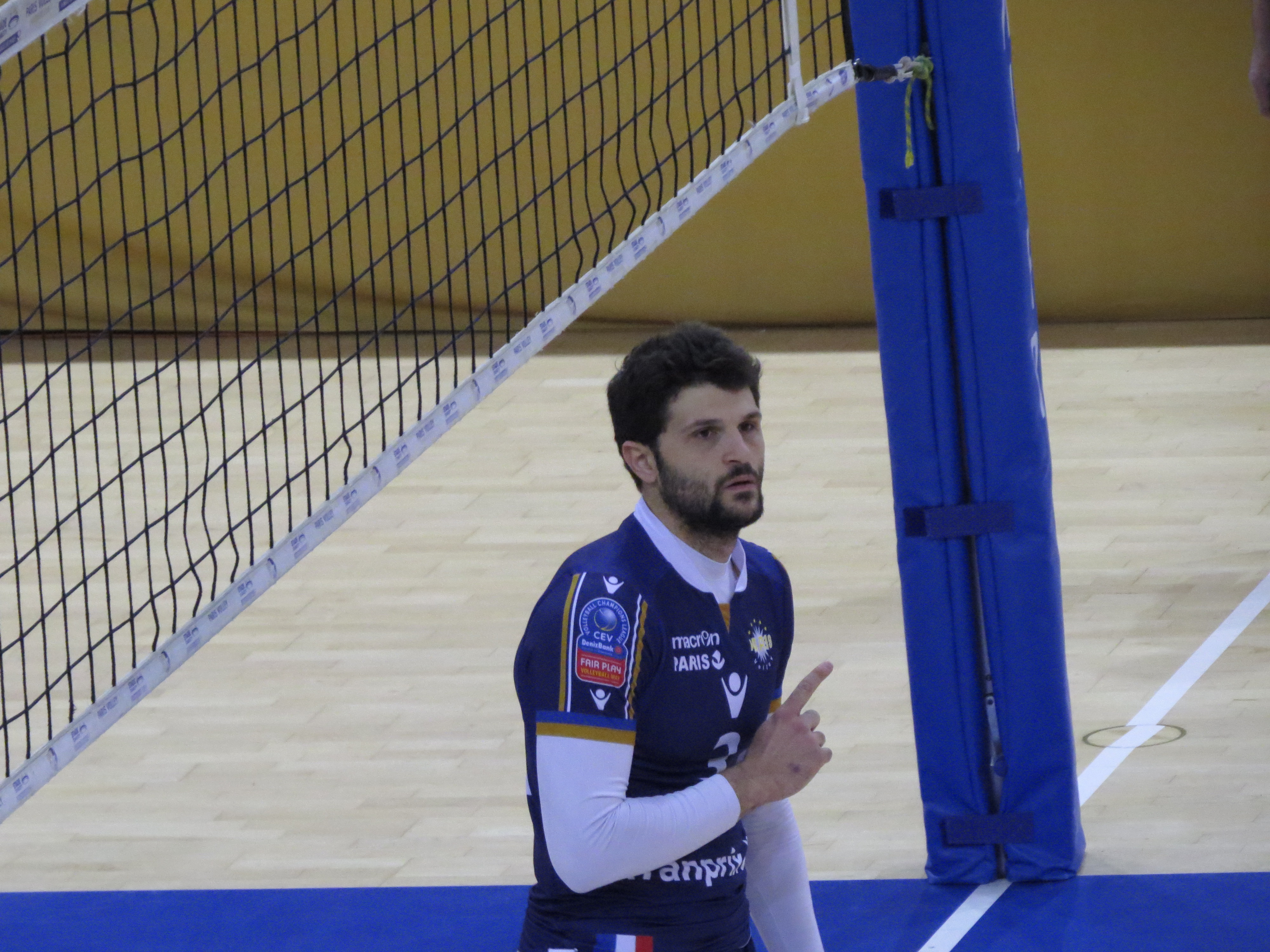
Davide Saitta zawodnikiem Paris Volley

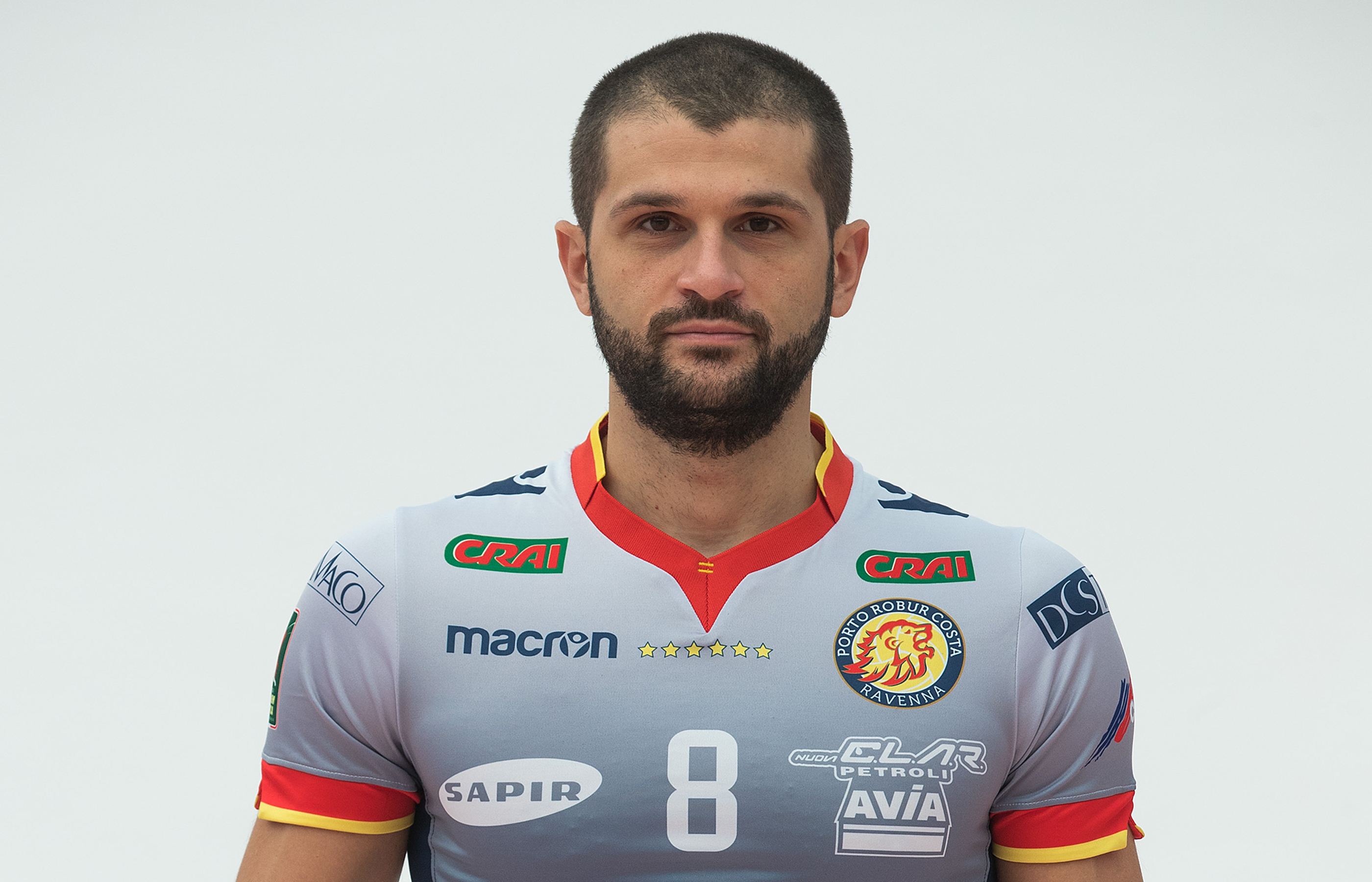
Davide Saitta zawodnikiem Bunge Rawenna

Davide Saitta (ur. 23 czerwca 1987 w Katanii) – włoski siatkarz, reprezentant kraju, grający na pozycji rozgrywającego. 

## Przebieg kariery
| Lata                      | Klub                                 |
| ------------------------- | ------------------------------------ |
| 2003–2004                 | ICOM Latina                          |
| 2004–2006                 | Sisley Treviso                       |
| 2006–2007                 | Premier Hotels Crema                 |
| 2007–2009                 | Sisley Treviso                       |
| 2009–2010                 | Andreoli Latina                      |
| 2010–2011                 | Sir Safety Perugia                   |
| 2011                      | Al Arabi Ad-Dauha                    |
| 2011–2012                 | La Fenice Volley Isernia             |
| 2012–2014                 | Exprivia Molfetta                    |
| 2014–2015                 | Spacer's de Toulouse                 |
| 2015–2016                 | Paris Volley                         |
| 2016–2018                 | Montpellier UC                       |
| 2018–2020                 | Bunge Rawenna                        |
| 2020–2022                 | Tonno Callipo Calabria Vibo Valentia |
| 2022–2023                 | Kioene Padwa                         |
| 2023–2023 (do 21.11.2023) | Top Volley Cisterna                  |
| 2023–2024 (od 29.11.2023) | GKS Katowice                         |
| 2024–                     | Farmitalia Catania                   |

## Sukcesy klubowe
Superpuchar Włoch:
- 2004, 2005, 2007

Puchar Włoch:
- 2005

Mistrzostwo Włoch:
- 2005
- 2006

Liga Mistrzów:
- 2006

Mistrzostwo Francji:
- 2016
- 2017

## Sukcesy reprezentacyjne
Mistrzostwa Europy Kadetów:
- 2005

Mistrzostwa Świata Kadetów:
- 2005

Mistrzostwa Europy Juniorów:
- 2006

Igrzyska Śródziemnomorskie:
- 2009

Mistrzostwa Europy:
- 2013

## Nagrody indywidualne
- 2005: Najlepszy rozgrywający Mistrzostw Europy Kadetów
- 2007: Najlepszy rozgrywający Mistrzostw Świata Juniorów